# Пешабу
Пешабу́ (фр. Péchabou, окс. Pujabon) — коммуна во Франции, находится в регионе Юг — Пиренеи. Департамент — Верхняя Гаронна. Входит в состав кантона Кастане-Толозан. Округ коммуны — Тулуза.
Код INSEE коммуны — 31409.

## География
Коммуна расположена приблизительно в 600 км к югу от Парижа, в 13 км к юго-востоку от Тулузы.
На северо-востоке коммуны проходит Южный канал.

## Климат
Климат умеренно-океанический. Зима мягкая и снежная, весна характеризуется сильными дождями и грозами, лето сухое и жаркое, осень солнечная. Преобладают сильные юго-восточные и северо-западные ветры.

## Население
Население коммуны на 2010 год составляло 2011 человек.
| 1962 | 1968 | 1975 | 1982 | 1990 | 1999 | 2010 |
| ---- | ---- | ---- | ---- | ---- | ---- | ---- |
| 212  | 284  | 513  | 663  | 1023 | 1303 | 2011 |

## Экономика
В 2010 году среди 1443 человек трудоспособного возраста (15—64 лет) 1130 были экономически активными, 313 — неактивными (показатель активности — 78,3 %, в 1999 году было 72,9 %). Из 1130 активных жителей работали 1047 человек (541 мужчина и 506 женщин), безработных было 83 (39 мужчин и 44 женщины). Среди 313 неактивных 166 человек были учениками или студентами, 88 — пенсионерами, 59 были неактивными по другим причинам.

## Достопримечательности
- Церковь Св. Мартина
- Водный мост Рьёмори[фр.]

## Фотогалерея

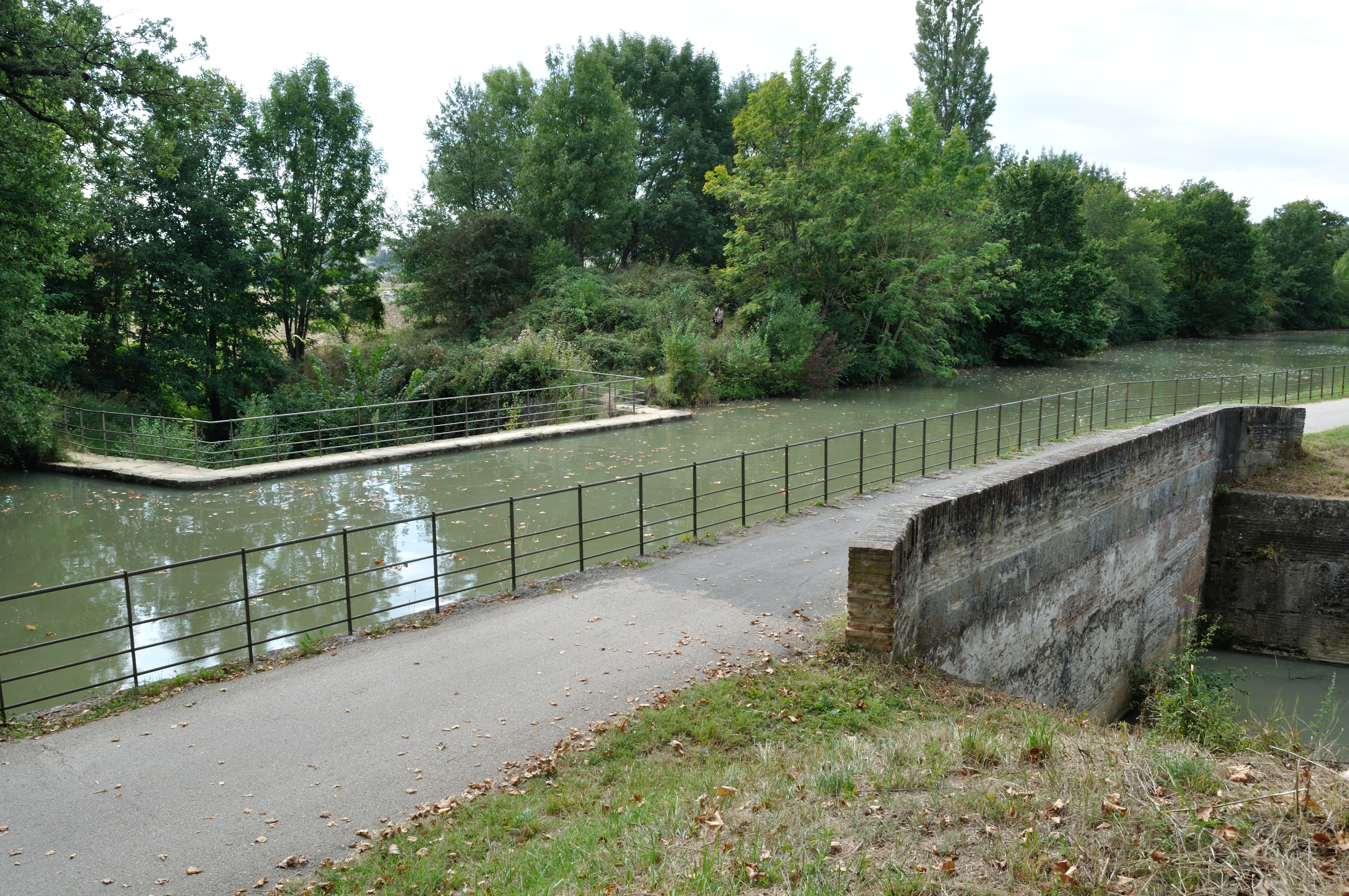
Водный мост Рьёмори
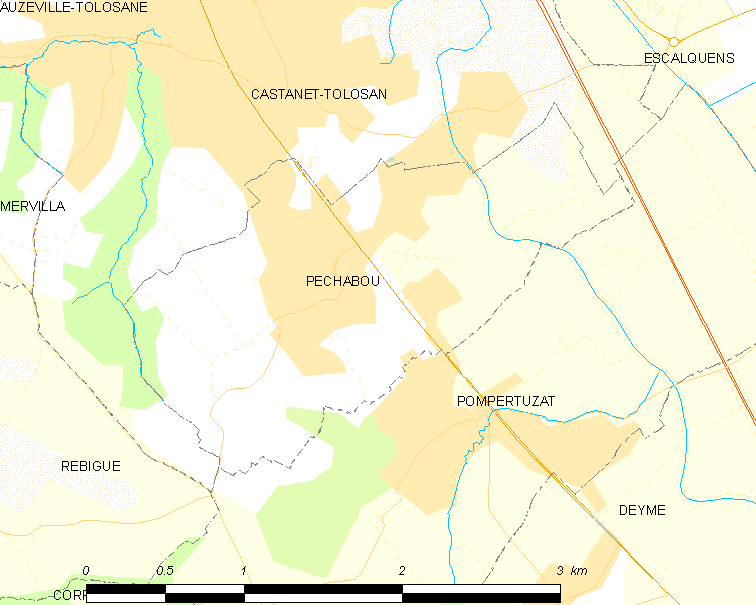
Карта коммуны